# Clubiona dubia
Clubiona dubia là một loài nhện trong họ Clubionidae.
Loài này thuộc chi Clubiona. Clubiona dubia được Octavius Pickard-Cambridge miêu tả năm 1869.